# Malate synthase
La malate synthase (MS) est une acyltransférase qui catalyse la réaction :
acétyl-CoA + H2O + glyoxylate  {\displaystyle \rightleftharpoons }  (S)-malate + CoA.
Cette enzyme intervient dans le cycle du glyoxylate. 